# Holländerwindmühle

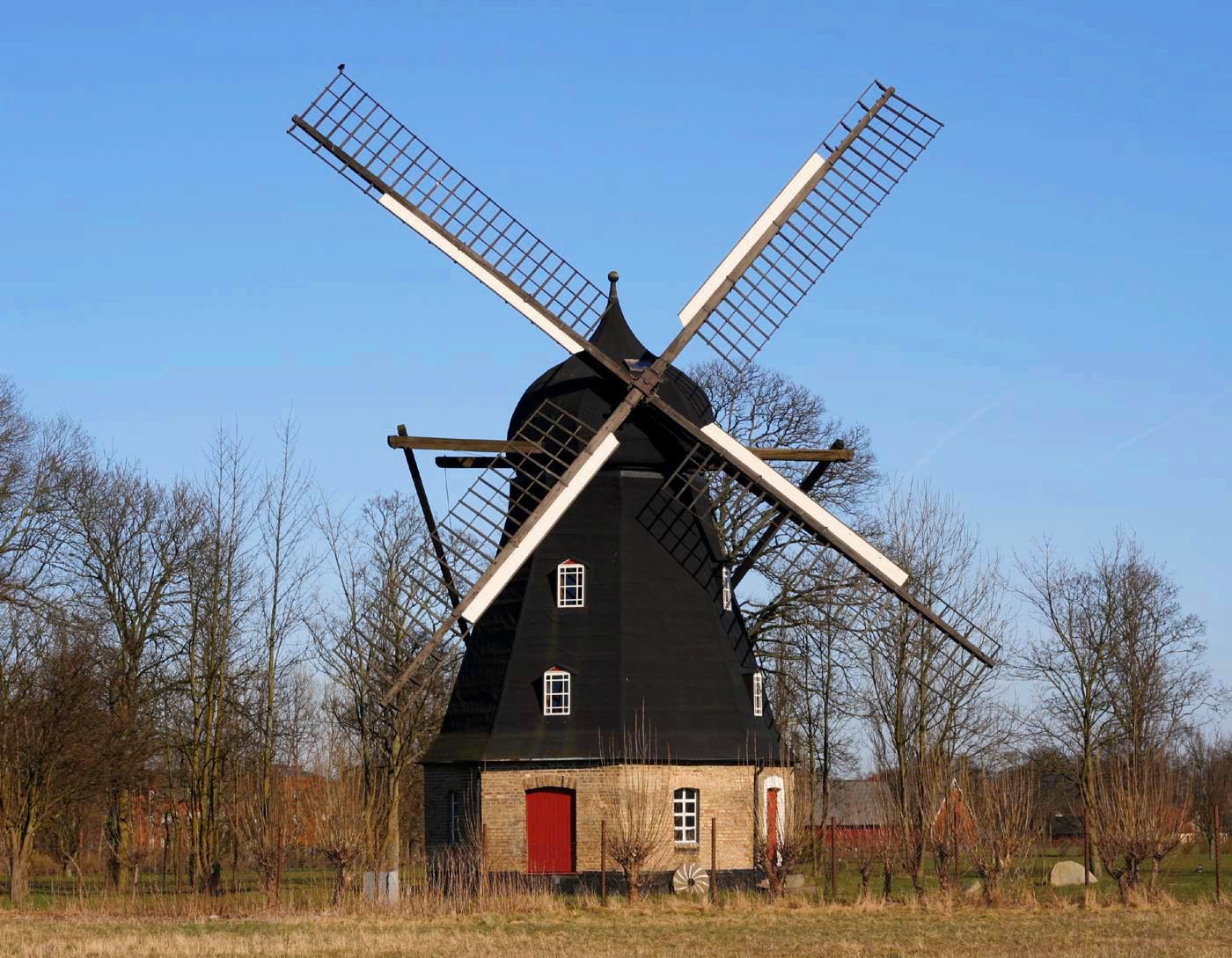
Sockelgeschossholländer mit Zwiebelhaube und Steert in Flackarp südwestlich Lund (Schonen), Südschweden

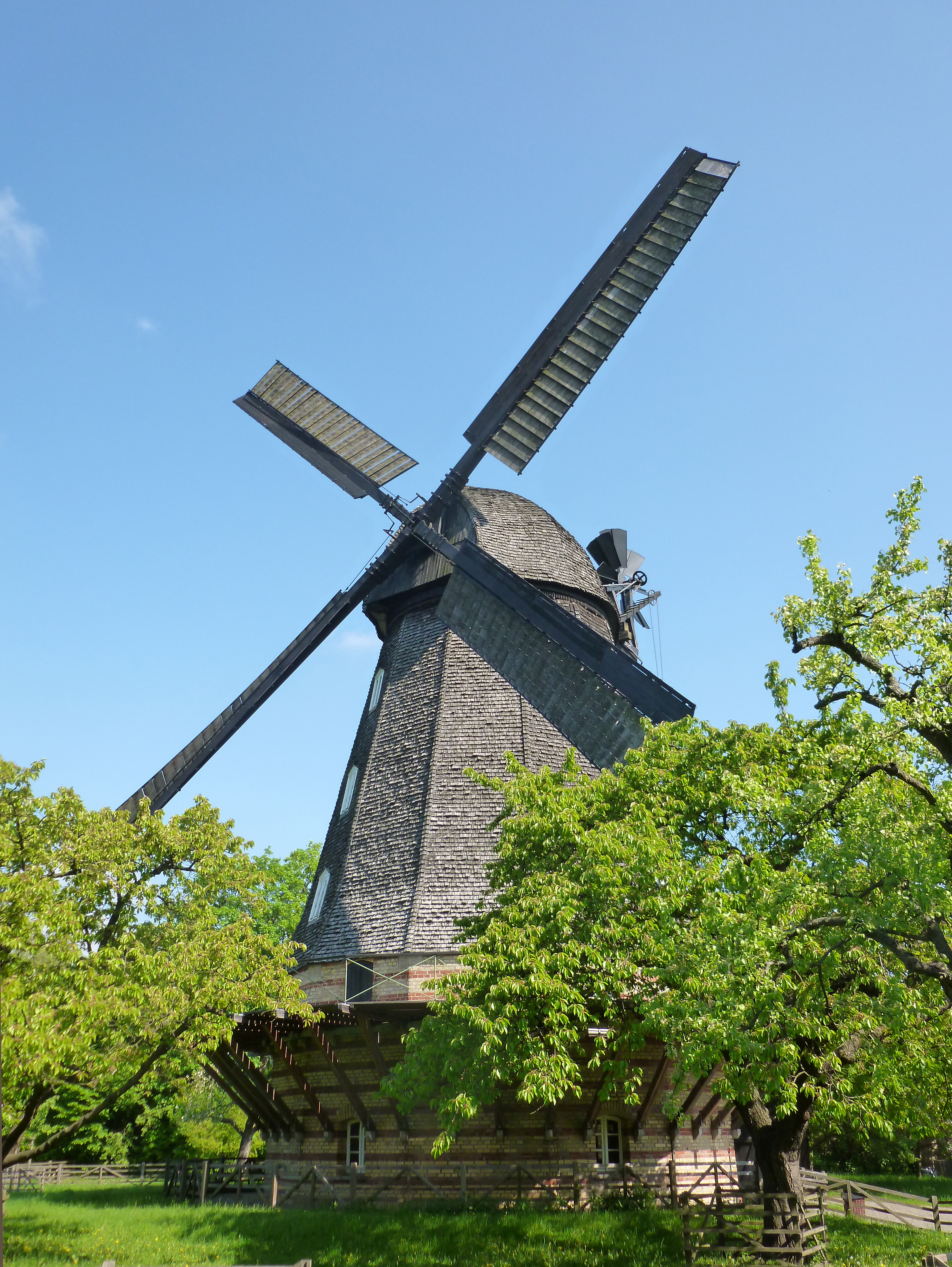
Britzer Mühle mit Windrose und bootsförmiger Haube, Berlin

Aufriss der Britzer Mühle in Berlin-Neukölln, einer Galerieholländermühle

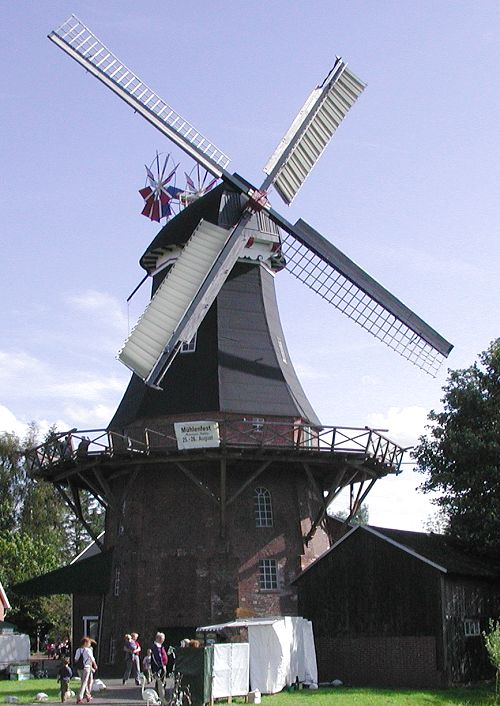
Galerieholländer in Nordenham-Moorsee mit einer doppelten Windrose

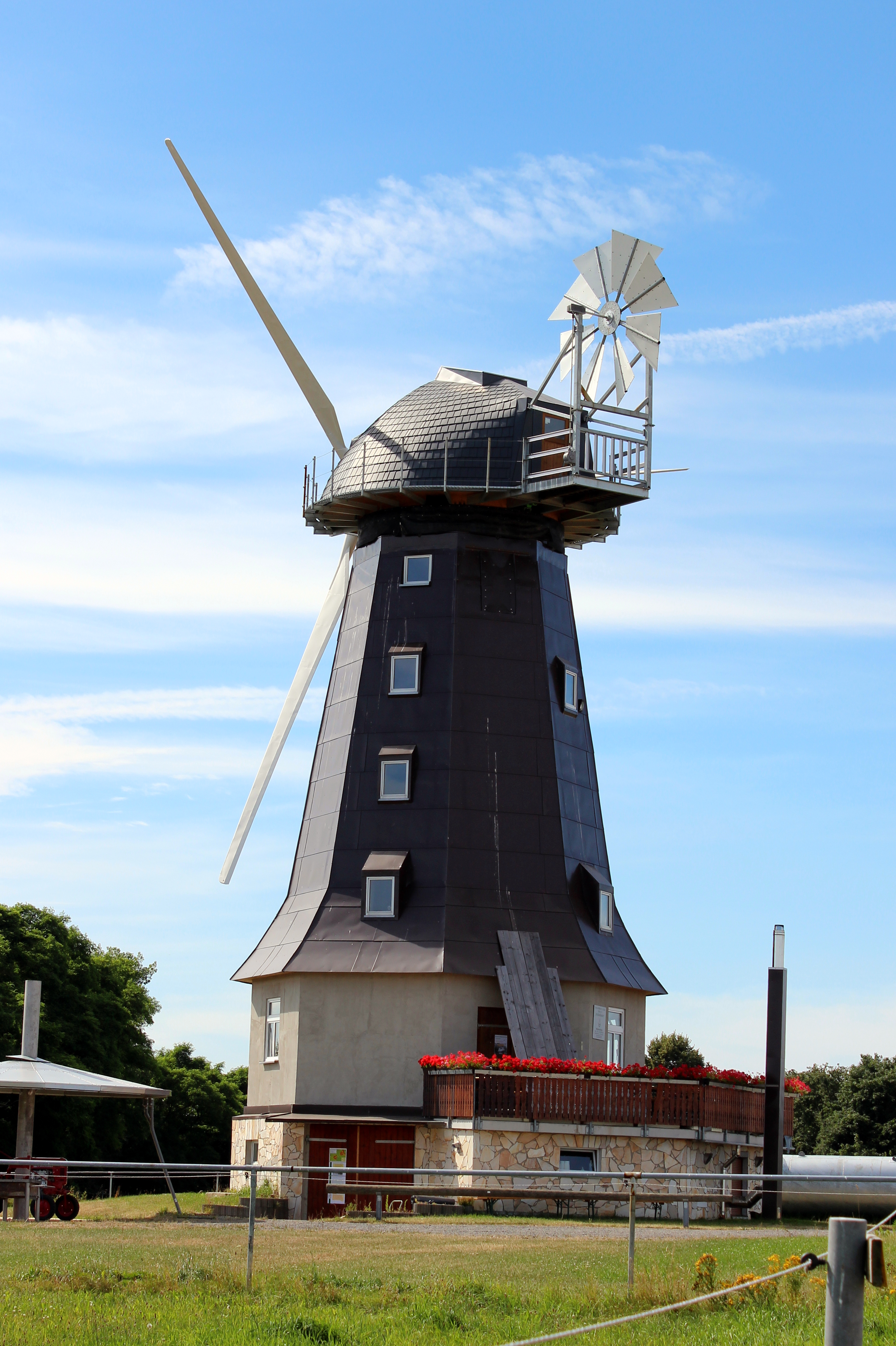
Neubau-Holländerwindmühle in Wyhra bei Borna

Die Holländerwindmühle, regional auch Kappenwindmühle (in den Niederlanden allgemein bovenkruier, Obendreher, d. h. mit drehbarer Haube oder Kappe) genannt, ist die modernste Entwicklung der klassischen Windmühle. Dieser Windmühlentyp verdrängte im 16. Jahrhundert vor allem in den Niederlanden und in Norddeutschland die vorher gebauten Bockwindmühlen. Während Holländerwindmühlen im Rest von Europa vorwiegend als Getreidemühlen eingesetzt wurden, dienten sie in den Niederlanden vor allem als Windpumpen zur Entwässerung der Polder.

## Beschreibung
Ihre deutsche Bezeichnung verdankt sie holländischen Mühlenbauern, wobei der holländische Ingenieur und Mühlenkonstrukteur Jan Adriaanszoon Leeghwater als Erfinder der drehbaren Kappe genannt wird. Der untere Teil dieser Mühlen ist meist gemauert oder aus Balken konstruiert (Mühle Alt Schwerin), somit äußerst stabil und übt weniger Bodenpressung aus, weil sie keine Einzelfundamente hat. Der auf dem aus Holz oder Mauerwerk gefertigten „Turm“ aufliegende bewegliche Kopf (Kappe oder Haube) der Mühle mit den an der Flügelwelle angesetzten Flügeln ist über Rollen (früher aus Holz, später aus Stahl) und Krühring (niederdt. Kroyring) drehbar auf dem oberen Turmabschluss gelagert. Eine Schleifkappe kommt ohne Rollen aus und sitzt auf Schleifbohlen, die mit Schmierseife geschmiert werden. So musste nur noch der obere Teil – die Kappe (boots-, zwiebel-, kegelförmig) - in den Wind gedreht werden. Ursprünglich mit Innenkrühwerk, einer in die Haube eingebauten Drehmechanik (15. Jahrhundert), was einige dieser Mühlen (abhängig vom Innenkrühwerk, das auch über ein aus dem Kappenende herausragendes Zahnrad mit Endloskette von der Galerie aus betätigt wird) wegen der größeren Haube gedrungener erscheinen lässt. Seit dem späten 16. Jahrhundert wurden sie zunehmend mit Außenkrühwerk ausgerüstet, bestehend aus fünf Steuerbalken (vier V-förmigen „Schwertern“ oder „Schoren“ mit mittlerem, eigentlichem Steert (Sterz)), das über die seitlich aus der Kappe herausragenden „Spreetbalken“ (Querbalken) die Kappe mittels am Steertende angesetzten Krühhaspel betätigt wird, oder mit am Kappenende auf massivem Gestell angebauter Windrose (automatische Windnachführung), patentiert 1745 durch den Engländer Edmund Lee aus Brockmill Forge bei Wigan. Der untere, feststehende Teil konnte hingegen als eigentliche Arbeitsplattform (Mahlwerk, Sägewerk, Pumpwerk etc.), zur Lagerung und zum Verladen von Waren benutzt werden, des Weiteren als Wohnung und Verkaufsraum. Hohe Holländermühlen verfügen somit über mehrere Stockwerke oder Böden (Söller, plattdeutsch Soller, ndl. zolder), hier für eine neunstöckige Mühle, angefangen beim
- Kappenboden (Radstube, nld. kapzolder) – schützt vor Wettereinflüssen durch die Kappe, darunter der
- Hebeboden oder Schüttboden (nld. luizolder) – hier wird in einigen Mühlen das Korn eingeschüttet,
- Steinboden oder Mahlboden (nld. steenzolder),
- Mehlboden (nld. maalzolder / meelzolder),
- Galerieboden (mit Wohnung/(Ab)sackboden) (nld. baliezolder & woonhuis/zakzolder),
- Lagerboden (nld. opslagzolder),
- Kornlager (nld. graan opslagzolder),
- Wohnboden (nld. woonhuis),
- Eingangshalle/Keller/Wohnung (nld. invaart/woonhuis).

Die Böden unter der Galerie differieren oft, je nach Mühlenbauart und Bodenzahl, und bilden den Unterbau. Bei Galerieholländermühlen mit Steinunterbau wird oft nur die Zahl der Stockwerke unter der Galerie gezählt, was nicht der tatsächlichen Bodenzahl entspricht.
Das bedeutete neben statischen Pluspunkten gegenüber den architektonisch älteren Bockwindmühlen mehr Platz im Gebäude, um Müllereimaschinen unterzubringen, der Mühlturm konnte höher in den Wind gebaut werden, wodurch der Wirkungsgrad der Maschine „Windmühle“ entsprechend zunahm. Die Kraft wurde bei diesem Typ mittels eines Getriebes aus Kammrad auf der Flügelwelle über den Obenbunkler oder -bunkel auf die senkrecht sich drehende Welle, die sogenannte Königswelle übertragen. Dieser Antriebsstrang kann im normal laufenden Betrieb nicht getrennt werden, sodass bei drehenden Flügeln die Energie im Gebäude von der drehenden Königswelle abgenommen und auf alle Arten von Maschinen übertragen werden kann. Poldermühlen haben am unteren Ende der Königswelle den Untenbunkler oder -bunkel, der die Kraft auf die Archimedische Schraube überträgt. Sägemühlen treiben je nach Typ entweder über die Königswelle zwei seitlich angesetzte Kurbelwellen, die die Drehbewegung auf eine vertikale Bewegung der Sägeblätter übertragen, oder über das Kammrad direkt eine große Kurbelwelle ohne Königswelle.
Die Holländerwindmühle verbreitete sich in Nordeuropa sehr stark. Lediglich die hohen Baukosten beeinträchtigten ihre Verbreitung.

## Typen von Holländermühlen

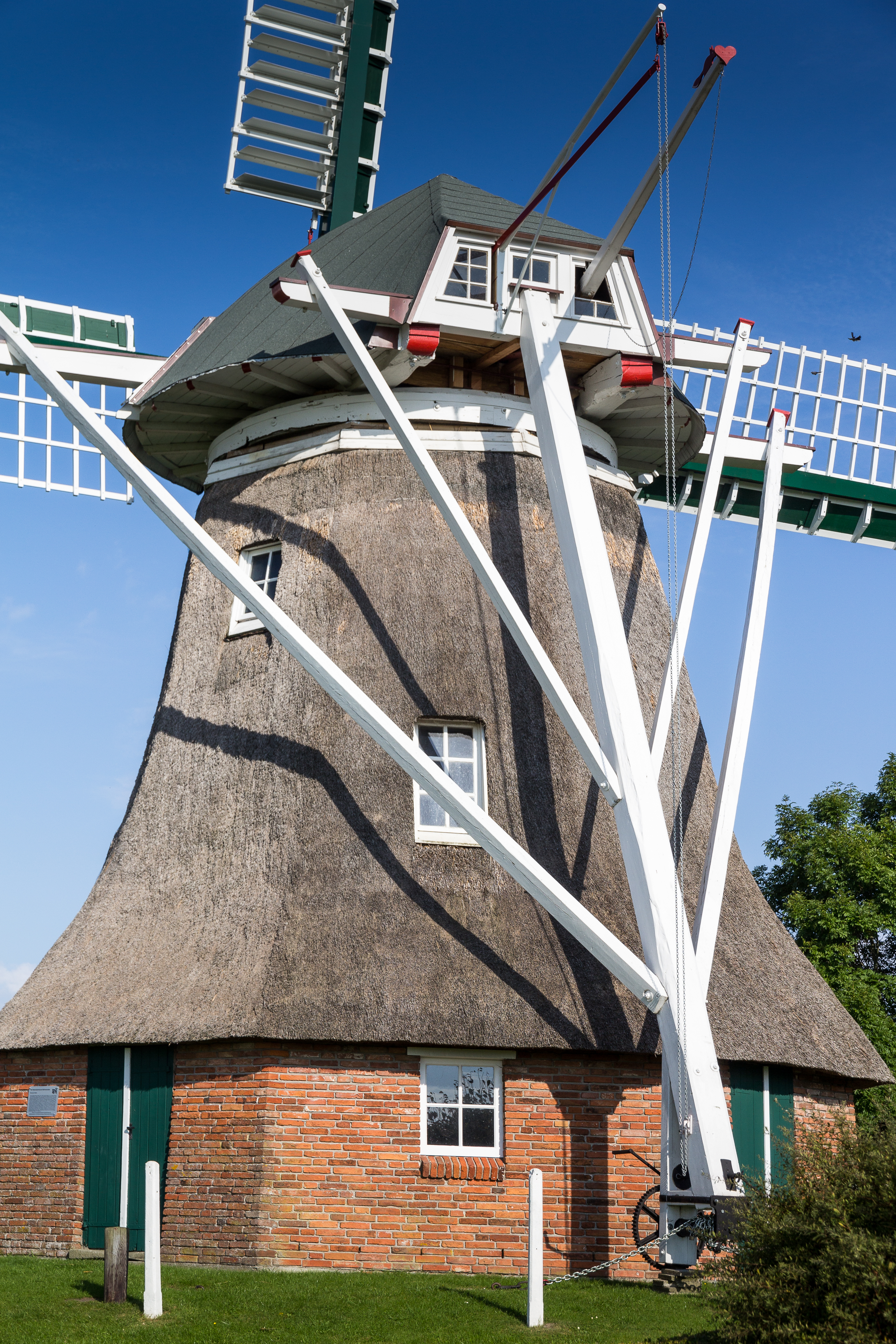
Steert der Berdumer Windmühle (Erdholländermühle)

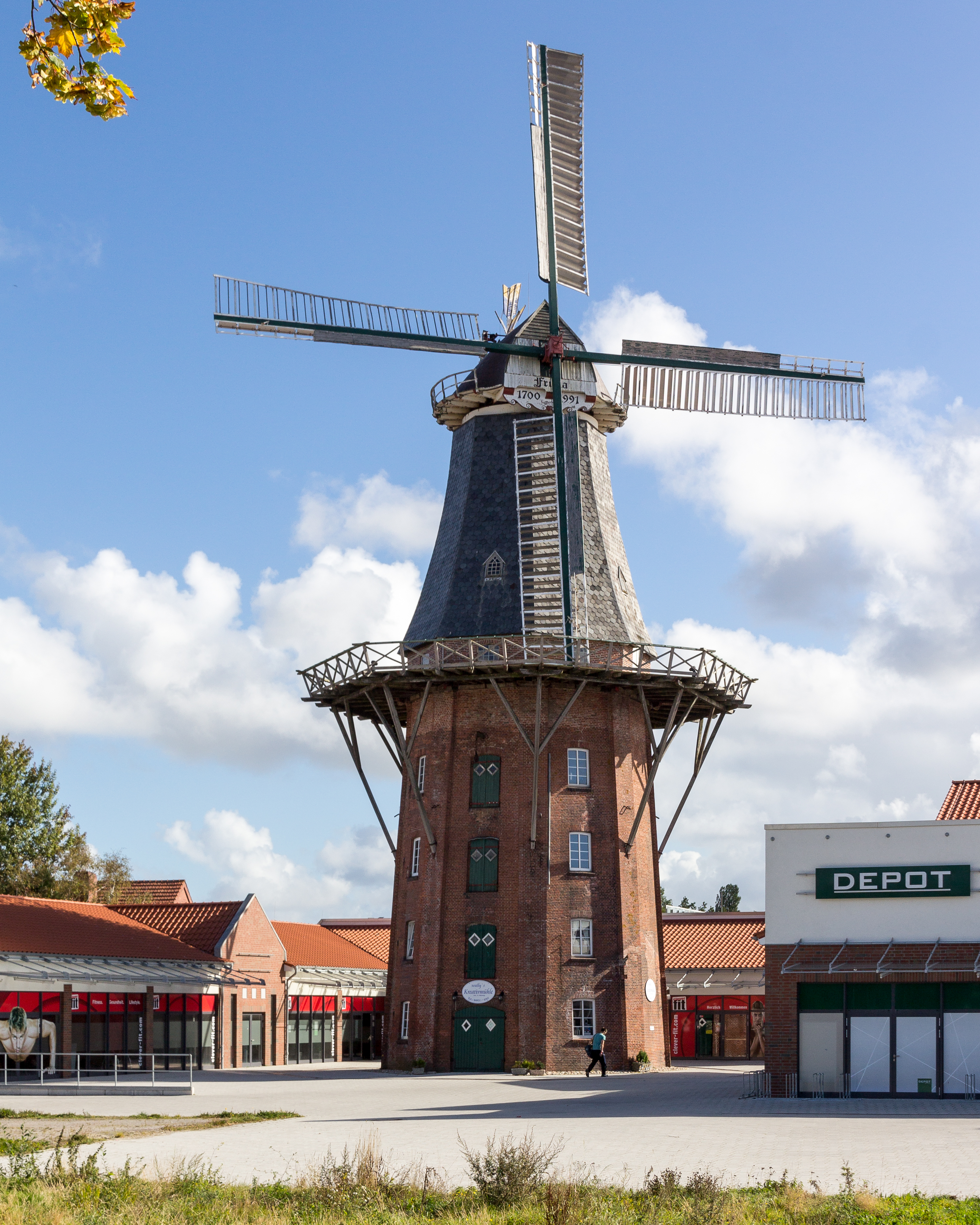
Frisia-Mühle in Norden (Galerieholländermühle)

### Erdholländer
Ebenerdig gebaute Holländermühle, ohne steinernes Erdgeschoss, die Flügelenden nahe dem Erdboden. Auch Grundsegler (ndl. grondzeiler) genannt. Bei Segelgatterflügeln kann die Bedienung also vom Erdboden aus geschehen, von dort klettert der Müller in die Flügel.

### Sockelgeschossholländer
Ebenerdig gebaute Holländermühle mit steinernem Erdgeschoss.

### Wallholländer (Bergholländer)
Anstelle einer Galerie (siehe weiter unten Galerieholländer) wurde die Mühle auf einem künstlichen Erdwall errichtet. Das brachte das Flügelrad höher in den Wind, die Flügel waren vom künstlichen Erdwall erreichbar, z. B. bei der Mühle in Straupitz (Spreewald). In den Niederlanden beltmolen oder auch grondzeiler genannt.

### Durchfahrt-Holländer (Keller-Holländer)
Abart des Wallholländers. Man kann mit Fuhrwerk oder Traktor auf der einen Seite in den Mühlensockel hinein und auf der anderen Seite wieder hinaus fahren. Mitten in der Durchfahrt, quasi im Mühlenkeller, werden dann die Mehl- oder Getreidesäcke mit dem mühleneigenen Hebezug auf- und abgeladen.

### Galerieholländer / Zwickstellholländer
Durch die erheblich größeren Bauhöhen mancher Holländerwindmühlen war es nicht mehr möglich, die Flügel oder den Steert zu erreichen. Beides musste zur ordnungsgemäßen Bedienung der Windmühle möglich sein. Man erfand deshalb eine umlaufende hölzerne Arbeitsbühne, die als Balkon, Galerie oder Zwickstell bezeichnet wurde. Von dieser aus konnten Flügel, Steert und Bremse bedient werden. Diese Typen werden als „Galerieholländer(mühlen)“ (ndl. stellingmolen) oder Zwickstellholländer(mühlen) bezeichnet.

### Turmholländer
Sind in der Regel konisch aus Backsteinen und/oder Bruchsteinen gemauert, sowohl rund als auch mehrkantig (Zyklopen); in den Niederlanden nie torenmolen (Neue Turmmühle) genannt, das sind dort gedrungene Windmühlen mit zylindrischem oder oben leicht konischem Mühlenturm (nur vier erhalten: drei als Innendreher in Lienden (De Zwaan, 1644), Zeddam (De Grafelijke Korenmolen, 1441) und Zevenaar (De Buitenmolen, 1450) und eine in Eijsden-Gronsveld (van Gronsveld, 1623) als Außendreher (ndl. buitenkruier)), sondern z. B. als stenen grondzeiler (Steingrundsegler), stenen bergmolen (steinerne Bergmühle) oder stenen stellingmolen (steinerne Galeriemühle) bezeichnet.

### Mischformen
Ein Turmholländer kann als Kellerholländer (Durchfahrtholländer), Galerieholländer oder als Wallholländer ausgeführt sein. Ebenso gibt es Galerieholländer mit einer Durchfahrt. Eine eindeutige Typisierung ist deshalb mitunter recht schwierig und hängt stark von dem bevorzugten Aspekt des Betrachters ab. Eine Sonderform ist der oft als „Dachholländer“ bezeichnet Mühlentyp einer auf ein bestehendes Gebäude aufgesetzten Holländermühle. Ist das Gebäude eine Wassermühle, handelt es sich um eine „Windwassermühle“ (ndl. watervluchtmolen).

## Beispiele

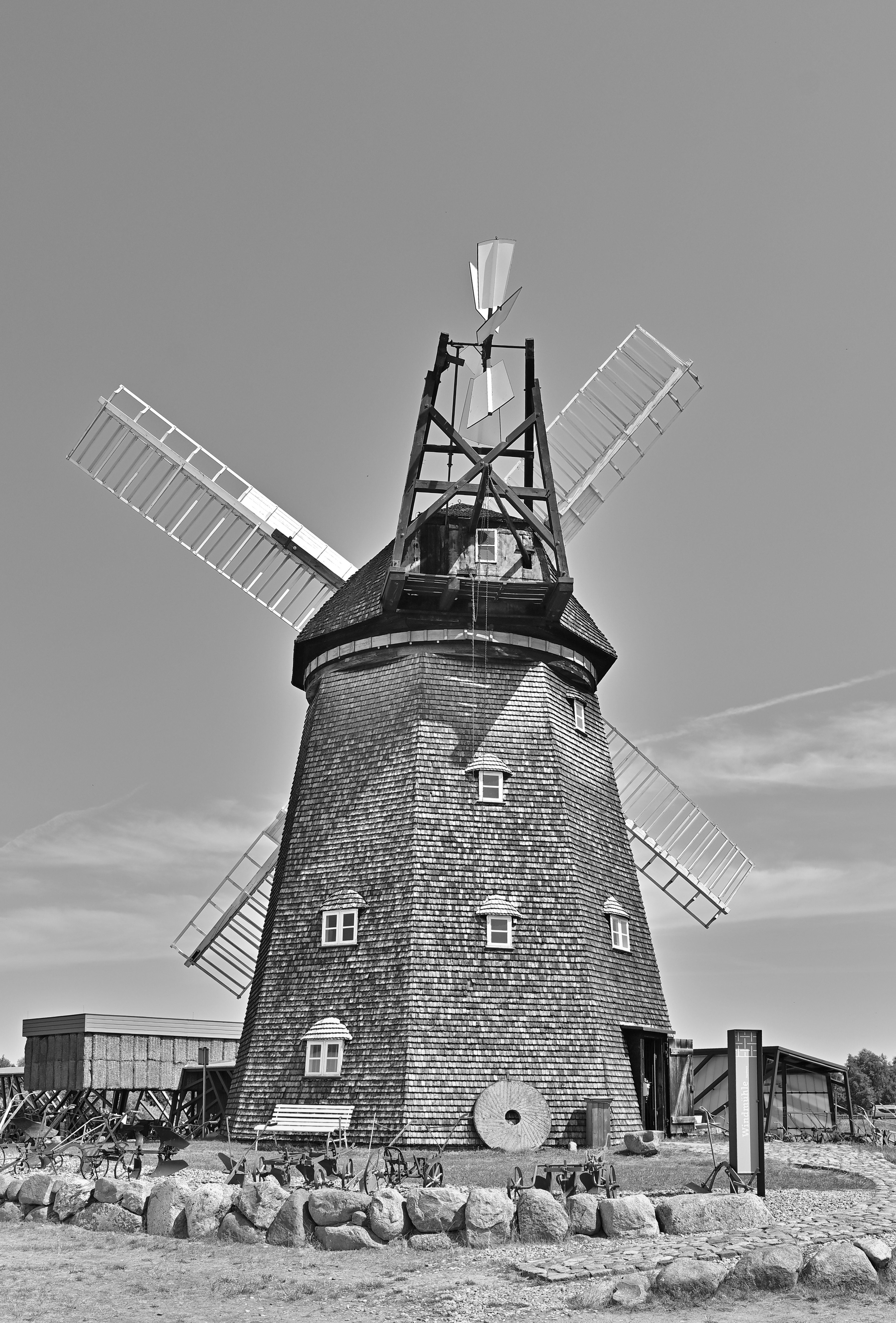
Erdholländerwindmühle Alt Schwerin

Schwedenmühle in Anklam um 1871; Aufnahme von Jacob Reichard

- Erdholländerwindmühle Alt SchwerinCarolinensieler Mühle, Galerieholländer (1742), 5-stöckig, 8-kantig, am 23. Juni 1993 wurden neue Flügel montiert.

- Erdholländerwindmühle Alt Schwerin, Die Holländerwindmühle im Agrarhistorischen Museum Alt Schwerin stammt ursprünglich aus dem vorpommerschen Jarmen, wo sie 1843 gebaut und 1885 mit Windrose und Jalousieklappen modernisiert wurde. Mit Unterbrechungen war sie bis 1955 in Betrieb.[5]
- Galeriemühle „Hager Mühle“ (1888), 5-stöckig, 8-kantig (30,2 m Kappenhöhe) auf 6-stöckigem, achteckigem Ziegelunterbau, Hage, höchste Windmühle Deutschlands.
- Steingaleriemühle „Amanda“ (1888), 5-stöckig, 8-kantig als Korn- und Sägemühle (30 m Kappenhöhe) auf 4-stöckigem, quadratischem Ziegelunterbau, Kappeln.
- Steingaleriemühle „Kalkarer Mühle“ (1772), acht Böden, rund aus Ziegeln 1770 als Lohmühle (27,6 m Kappenhöhe) gemauert, Kalkar, höchste Windmühle am Niederrhein, seit 1999 nach Renovierung mahlfähige Kornmühle.
- Steingaleriemühle „De Nolet“ (2006), 10-stöckig, rund aus Ziegeln als Energieerzeuger (43 m Kappenhöhe) gemauert, Schiedam, Niederlande; höchste Windmühle der Welt.
- Steinwallholländer „Straupitz“ (1850), 5-stöckig, rund als Dreifachwindmühle (Korn-, Öl- und Sägemühle), Straupitz (Spreewald); einzige in Europa.
- Steinturmwindmühle „Steprather Mühle“ (ca. 1470) als Kornmühle, Walbeck (Geldern); Deutschlands älteste funktionstüchtige Windmühle (15. Jahrhundert).
- Peldemühle in Wittmund Galerieholländer (1741), 4-stöckig, 8-kantig aus Holz / einstöckiger Steinunterbau als Korn- und Peldemühle; älteste Galerieholländermühle Deutschlands
- Siuts-Mühle in Wittmund. Zweistöckiger Galerieholländer aus dem Jahr 1884.
- Galerieholländer „Vareler Windmühle“ (1848), 4-stöckig, 8-kantig aus Holz (28,8 m Kappenhöhe), Varel, auf 5-stöckigem achtkantigem Klinkersockel; zweitgrößte Windmühle Deutschlands mit neun Böden und dem größten erhaltenen Mühlstein Deutschlands. Jetzt als „Vareler Heimatmuseum“ genutzt.
- Steingalerieholländermühle „Heckington“ (Heckington tower mill, 1830/1892), 6-stöckig, rund aus Ziegeln erbaut (23 m Kappenhöhe, bitumeniert), Heckington, Lincolnshire, England, mit acht (!) 10,7 m langen Jalousienflügeln.
- Hausholländer „Schwedenmühle (Anklam)“, auf einem in der Straßenflucht stehenden, als Wohn- und Geschäftshaus dienenden Fachwerkhaus errichtete Holländermühle.
- Steinholländermühle (Turmwindmühle) „Holgate“ (Holgate Windmill, 1770), 5-stöckig, rund aus Ziegeln erbaut und bitumeniert, durch Aufstockung 1859 „tailliert“, Holgate, York, North Yorkshire, England, mit fünf Doppelpatentjalousienflügeln, 2003–2012 völlig neu windmahlfähig restauriert.
- Wallholländer Windmühle in Edewecht-Westerscheps, 1888 auf einem Erdwall errichtet, 1998 saniert und noch voll funktionsfähig. Im Erdgeschoss Bilddokumentation über Mühlenkunde/Geschichte und Renovierung der Mühle. Besichtigung und Führungen nach telefonischer Absprache.
- Galerieholländermühle in Edewecht-Westerscheps, 1799 erbaut, mehrmals abgebrannt (1827, 1879, 1925, 1945) und jedes Mal wieder aufgebaut. Seit 1908 mit Motorantrieb (ursprünglicher Benzolmotor 1934 durch 25-PS-Dieselmotor ersetzt). 1998 wurde der voll funktionsfähige Galerieholländer saniert.
- Windmühle Dörrwalde, erstmals im Jahr 1609 im Steuerregister des Amtes Senftenberg benannt. 1996 und 2013 vollständig saniert und nun als Restaurant, Cafe, Pension und Eventstandort im Betrieb.
- Windmühle Wendhausen mit fünf Flügeln